# The Connect World Tour (2018)

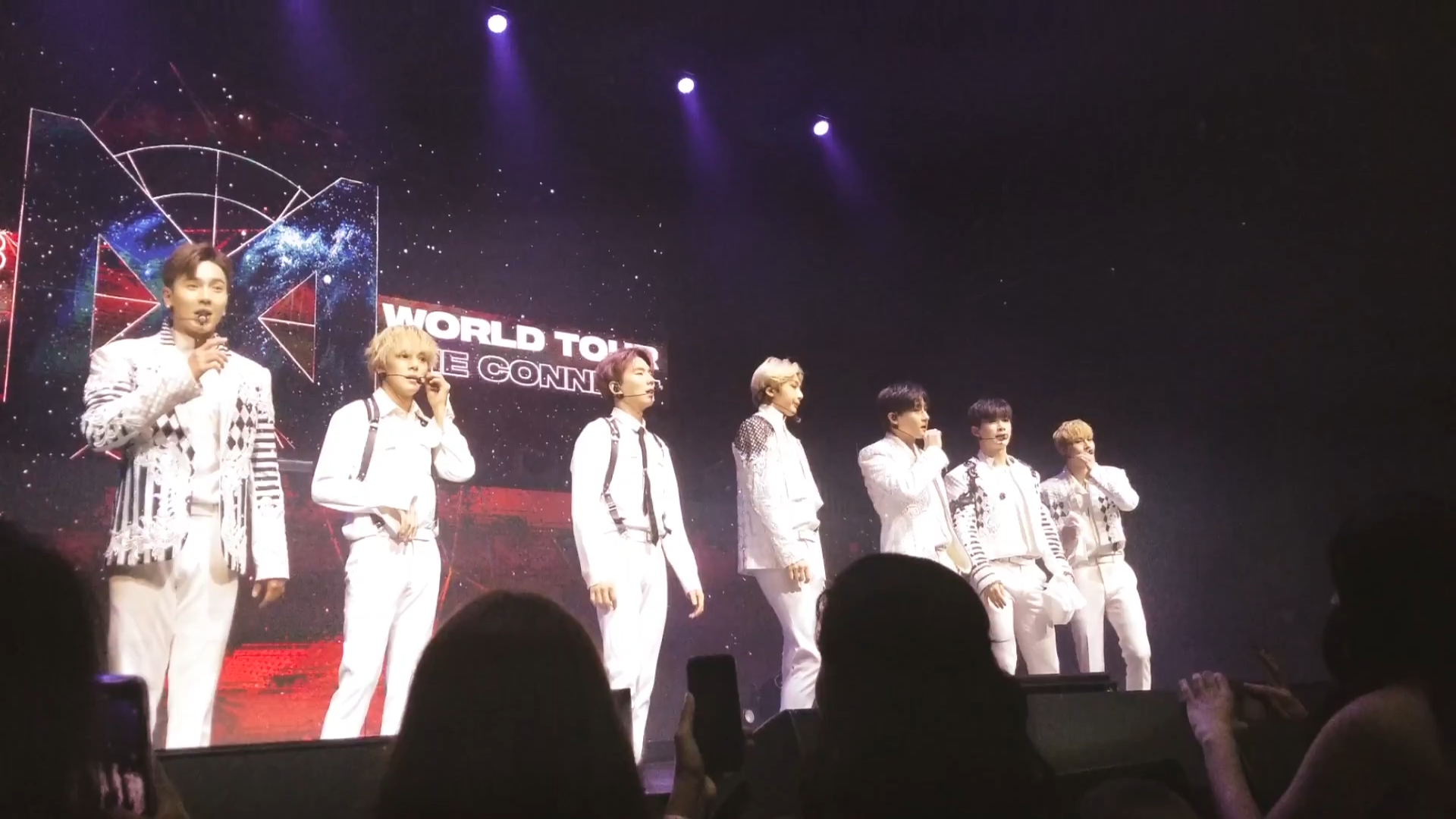
Концерт Monsta X в Чикаго

The Connect World Tour — второй мировой концертный тур южнокорейского хип-хоп бойз-бэнда Monsta X. Тур начался 26 мая 2018 года, через два месяца после выхода шестого мини-альбома The Connect: Dejavu в Сеуле

## О туре

### Азия
22 февраля было объявлено об втором туре группы, включающий в себя восемнадцать городов, первое выступление состоялось в Сеуле на Jangchung Arena 26 и 27 мая.
Для этого тура Monsta X сотрудничали с австрийской компанией Swarovski для создания эксклюзивных курток. Общее количество кристаллов использованных для них, составило 500 000 для одиннадцати нарядов, которые были созданы вручную специально для группы.
25 и 26 августа Monsta X завершили свой двухдневный концерт, проходивший в SK Olympic Handball Gymnasium в Сеуле, на который пришли более 10 000 человек.
Первоначально группа планировала посетить восемнадцать городов и двенадцать стран для тура, но была добавлена Япония для проведения четырёхдневного концерта, который начался 5 октября в Тибе и закончился 10 октября в Осаке.

### Европа
После проведения своих концертов в Сеуле в мае, группа отправилась в Европу. Выступления прошли в Лондоне 17 июня, Амстердаме 20 июня и Мадриде 23 июня соответственно. В общей сумме, в Европе на концерте собрались более 15 000 зрителей.

### США
В рамках тура, группа также побывала в Соединенных Штатах Америки, первый концерт прошёл 20 июля в театре Роузмонта в Чикаго, а последний 3 августа в театре Microsoft в Лос-Анджелесе. После североамериканских концертов группа отправилась в Южную Америку, начавшийся 8 августа в Аргентине, 10 августа в Чили и закончился 12 августа в Бразилии.

## Отзывы
Кэролайн Салливан из The Guardian дала им 4 звезды и похвалила выступление группы в Лондоне, отметив, что Monsta X — группа которая умеет «петь, читать рэп и танцевать в самых разных музыкальных жанрах». Сара Дин из Metro, также дала выступлению группы в Лондоне 4 звезды, написав, что концерт «впечатляющий» и отметила, что они «отдали все силы выступлению и очень преданны своим фанатам».

## Сет-лист
1. «Jealousy»
2. «Be Quiet»
3. «Beautiful»
4. «Gravity»
5. «Tropical Night»
6. «Blind»
7. «Crazy In Love»
8. «All In»
9. «I Do Love U» — Кихён, Минхёк, Вонхо
10. «Versace on the Floor» — Шону и Чжухон
11. «How Long» — Хёнвон
12. «Impossible» — I.M
13. «Baby Shark» — I.M и Хёнвон
14. «Fake Love» — I.M и Хёнвон
15. «In Time»
16. «From Zero»
17. «Because Of U»
18. «White Love»
19. «Roller Coaster»
20. «Lost In The Dream»
21. «Blue Moon»
22. «Destroyer»
23. «Shine Forever»
24. «Rush»
25. «Special»
26. «Trespass» (Rock Ver)
27. «Dramarama»
28. «Fallin»
29. «If Only»

## Даты выступлений
| Дата             | Город         | Страна           | Место проведения                        | Посещаемость |
| Азия             | Азия          | Азия             | Азия                                    | Азия         |
| ---------------- | ------------- | ---------------- | --------------------------------------- | ------------ |
| 26 мая 2018      | Сеул          | Республика Корея | Jangchung Arena                         | 7,000        |
| 27 мая 2018      | Сеул          | Республика Корея | Jangchung Arena                         | 7,000        |
| Европа           |               |                  |                                         |              |
| 17 июня 2018     | Лондон        | Великобритания   | Hammersmith Apollo                      | 15,000       |
| 20 июня 2018     | Амстердам     | Нидерланды       | AFAS Live                               | 15,000       |
| 23 июня 2018     | Мадрид        | Испания          | Palacio Vistalegre                      | 15,000       |
| Азия             |               |                  |                                         |              |
| 30 июня 2018     | Банконг       | Таиланд          | Thunder Dome                            | —            |
| 10 июля 2018     | Гонконг       | Гонконг          | KITEC Star Hall                         | —            |
| 14 июля 2018     | Тайбэй        | Тайвань          | Taipei Tennis Center                    | —            |
| Северная Америка |               |                  |                                         |              |
| 20 июля 2018     | Чикаго        | США              | Rosemont Theatre                        | —            |
| 22 июля 2018     | Ньюарк        | США              | New Jersey Performing Arts Center       | —            |
| 25 июля 2018     | Атланта       | США              | Cobb Energy Performing Arts Centre      | —            |
| 27 июля 2018     | Даллас        | США              | Texas Trust CU Theatre at Grand Prairie | —            |
| 29 июля 2018     | Хьюстон       | США              | Smart Financial Centre                  | —            |
| 1 августа 2018   | Сан-Франциско | США              | Warfield Theatre                        | —            |
| 3 августа 2018   | Лос-Анджелес  | США              | Microsoft Theater                       | —            |
| 5 августа 2018   | Монтеррей     | Мексика          | Auditorio Pabellón M                    | —            |
| Южная Америка    |               |                  |                                         |              |
| 8 августа 2018   | Буэнос-Айрес  | Аргентина        | Обрас Санитариас                        | —            |
| 10 августа 2018  | Сантьяго      | Чили             | Национальный стадион (Сантьяго)         | —            |
| 12 августа 2018  | Сан-Паулу     | Бразилия         | Espaço Das Américas                     | —            |
| Азия             |               |                  |                                         |              |
| 25 августа 2018  | Сеул          | Республика Корея | SK Olympic Handball Gymnasium           | 10,000       |
| 26 августа 2018  | Сеул          | Республика Корея | SK Olympic Handball Gymnasium           | 10,000       |
| 5 октября 2018   | Тиба          | Япония           | Макухари Мессе                          | 30,000       |
| 6 октября 2018   | Тиба          | Япония           | Макухари Мессе                          | 30,000       |
| 7 октября 2018   | Тиба          | Япония           | Макухари Мессе                          | 30,000       |
| 10 октября 2018  | Осака         | Япония           | Osaka-jō Hall                           | 30,000       |